# Nesquake

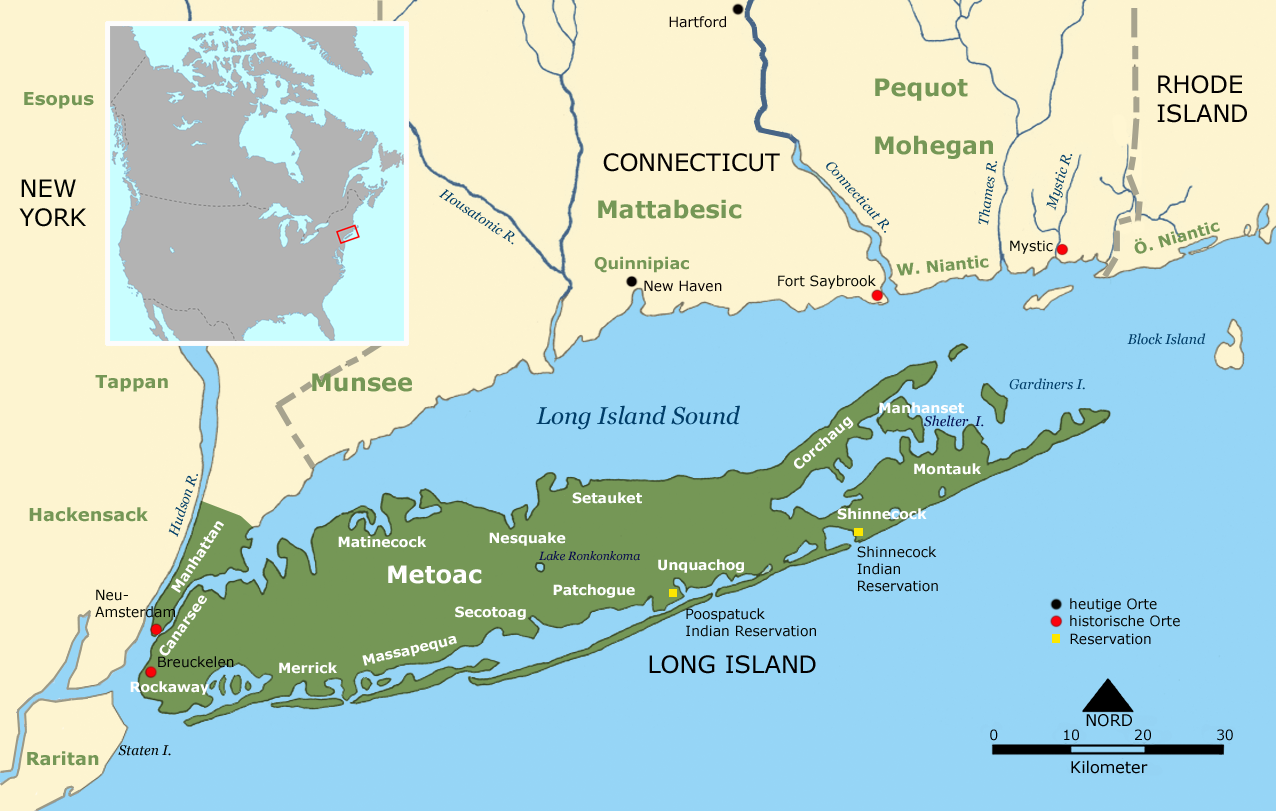
Wohngebiet der Nesquake und benachbarter Stämme um 1600

Die Nesquake waren einer von 14 Algonkin sprechenden Indianerstämmen auf Long Island im US-Bundesstaat New York und lebten zu Beginn des 17. Jahrhunderts an der Nordküste der Insel, etwa dort, wo heute die Stadt Smithtown im westlichen Suffolk County liegt. Sie sprachen vermutlich Quiripi-Unquachog, einen Algonkin-Dialekt, der von den Stämmen im zentralen Long Island und westlichen Connecticut gesprochen wurde.
Sachem Wyandanch soll das Land, auf dem heute die Stadt Smithtown liegt, dem englischen Kolonisten Lion Gardiner aus Dankbarkeit geschenkt haben. Dieser hatte die Tochter des Sachems aus der Gefangenschaft feindlicher Indianer, wahrscheinlich Narraganset, gerettet. Gardiner war der erste europäische Siedler im östlichen Long Island und behielt das Land bis zum Jahre 1663, als er es an Richard Smythe für einen nicht bekannten Preis verkaufte. Smythe gilt als Gründer der Stadt, die nach ihm benannt wurde. Zu dieser Zeit lebten die Kolonisten mit den Nesquake in friedlicher Koexistenz, denn von Zwischenfällen ist nichts bekannt. Allerdings wurden die Ureinwohner wie alle anderen Stämme in Neuengland nach und nach von verheerenden Pockenepidemien dezimiert und heute gibt es keine überlebenden Nachkommen der Nesquake mehr.
Epidemien im südlichen Neuengland und Long Island:
| Epidemie          | Jahr                               |
| ----------------- | ---------------------------------- |
| Pocken            | 1631, 1633, 1639                   |
| Grippe            | 1647                               |
| Pocken            | 1649                               |
| Diphtherie        | 1659                               |
| Pocken            | 1670                               |
| Grippe            | 1675                               |
| Pocken            | 1677, 1679                         |
| Pocken und Masern | 1687                               |
| Pocken            | 1691, 1729, 1733, 1755, 1758, 1776 |

In Smithtown erzählt man sich die Legende vom Versprechen der Nesquake, für eine fixe Summe dürfe Richard Smythe alles Land behalten, das er an einem Tag auf einem Bullen umreiten würde. Das von ihm so erworbene Land entsprach dem Stadtgebiet des heutigen Smithtown. Der Wahrheitsgehalt dieser Geschichte ist allerdings anzuzweifeln, denn an einem Tag über 50 km durch unwegsamen Urwald auf einem Bullen zu reiten dürfte wohl unmöglich sein. Eine große Bronzestatue von Smiths Bullen Whisper ist an der Gabelung der Straßen Jericho Turnpike und St. Johnland Road zu sehen.